# Cuarteto de cuerda n.° 10 (Schubert)

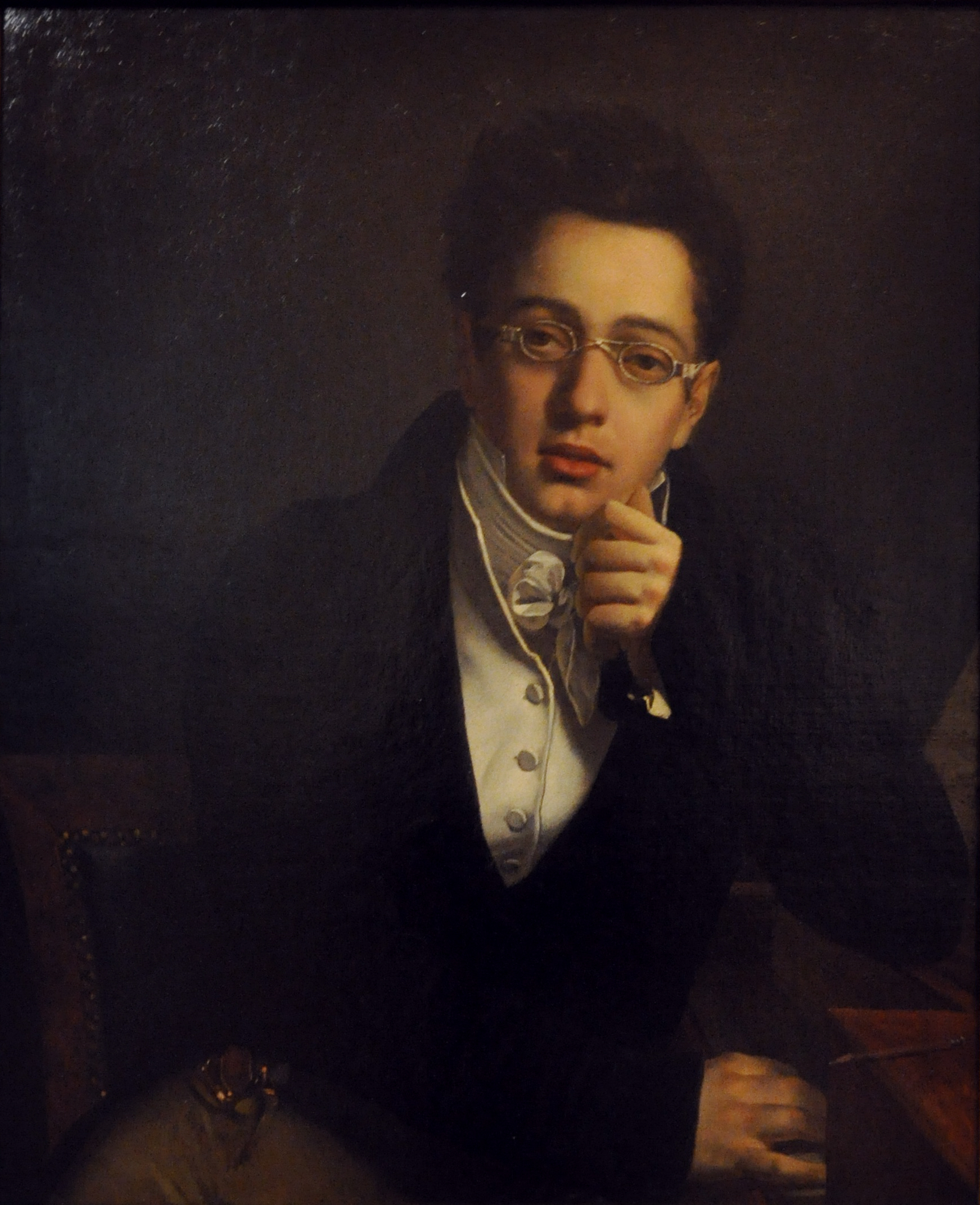
Franz Schubert a los 17 años

Franz Schubert compuso su Cuarteto de cuerda n.º 10 (D.87) en mi bemol mayor en 1813.

## Antecedentes
El musicólogo Otto Erich Deutsch registra que esta obra de juventud  de Schubert, que tenía entonces dieciséis años, fue interpretada por primera vez de forma privada en la casa de los padres de Schubert, por cuatro miembros de la familia.  Quizás en parte por esta razón, esta composición ha adquirido el sobrenombre de Cuarteto "Haushaltung" (doméstico).  
El crítico Melvin Berger sugiere que el apodo del cuarteto ha quedado porque la obra "es muy adecuada para la interpretación en casa", calificándola de "técnicamente... no muy exigente" para adaptarse a las "habilidades interpretativas limitadas" de los músicos aficionados. 
El cuarteto se publicó póstumamente, en 1830, como op. 125 n.º 1.

## Movimientos
1. Allegro moderato (mi bemol mayor)
2. Scherzo. Prestissimo (mi bemol mayor, con trío en do menor)
3. Adagio (mi bemol mayor)
4. Allegro (mi bemol mayor)

La obra es homotonal: es decir, todos los movimientos están en la misma tonalidad, en este caso la tónica de mi bemol mayor.